# Cornus alba
Espèce
Classification phylogénétique
Cornus alba, le cornouiller blanc ou cornouiller de Tartarie, est une espèce de plantes à fleurs de la famille des Cornaceae. Il se présente sous la forme d'un grand buisson ou d'un arbuste. Il est originaire de Russie européenne et de Sibérie et pousse jusqu'au nord de la Corée et de la Mandchourie. Ses fleurs blanches apparaissent de fin mai à fin juillet.

## Écologie
Le cornouiller blanc  Il est fort résistant au froid.

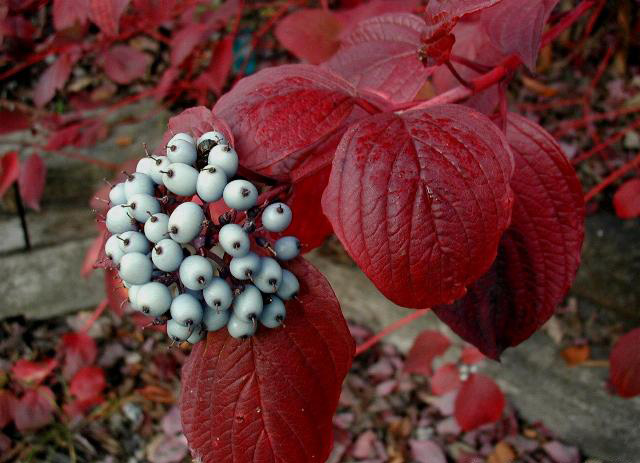
Fruits et feuilles en automne.

## Propriétés
La littérature ne donne aucune information sur la chimie des fruits de ces deux espèces. Le degré de toxicité n'est pas connu non plus. Dans le doute, il semble préférable de considérer les fruits de ces deux espèces comme potentiellement toxiques.

## Utilisation
À titre décoratif, il est planté en dehors de ses aires d'origine, notamment en France, en particulier pour l'éclat de la couleur rouge vif de ses feuilles en automne et ensuite de ses tiges rouge vif. Ses couleurs dépassent en intensité celles du cornouiller sanguin aux mêmes saisons.

## Agriculture et horticulture
Le cornouiller blanc se décline en différents cultivars, dont :
- Cornus alba 'Aurea', feuilles vert clair tirant sur le jaune ;
- Cornus alba 'Bailhalo' ;
- Cornus alba 'Bloodgood' ;
- Cornus alba 'Cream Cracker' ;
- Cornus alba 'Creel's Calico' ;
- Cornus alba 'Elegantissima', à tiges rouge vif en hiver et à feuilles panachées ;
- Cornus alba 'Gouchaultii' ;
- Cornus alba 'Hessei' ;
- Cornus alba 'Kesselringii', à tiges rouge vif en hiver et branches verticales ;
- Cornus alba 'Minbat' ;
- Cornus alba 'Morden Amber' ;
- Cornus alba 'Regnzam' ;
- Cornus alba 'Rosenthalii' ;
- Cornus alba 'Siberian Pearls' ;
- Cornus alba 'Sibirica', dit cornouiller de Sibérie, qui peut atteindre trois mètres de hauteur et de largeur et possède des tiges rouge vif en hiver ;
- Cornus alba 'Sibirica Variegata' ;
- Cornus alba 'Spaethii' ;
- Cornus alba 'Variegata'[1].